# The 8-Bit Guy
David Murray (Arlington, 25 juni 1975), bekend als The 8-Bit Guy, is een Amerikaanse youtuber en computerspelontwikkelaar. Voor zijn YouTube-kanaal maakt hij voornamelijk video's over retrocomputers en technologie, en hij legt uit hoe vergeelde apparaten weer wit te krijgen door middel van de retrobright-methode.
In de begindagen maakte hij video's over Apple iBook-computers die hij opknapte en doorverkocht op veilingsite eBay. Murray's kanaalnaam heette toentertijd nog 'TheiBookGuy'. Zijn succes kwam met de video "How Old School Graphics Work", die viraal ging op diverse websites en 5 miljoen keer is bekeken.
Murray werkte in de jaren 90 bij computerbedrijf AST Research  en ging vanaf 2017 door als fulltime youtuber. Hij is ontwikkelaar van de Planet X-serie en Attack of the Petscii Robots, die hij specifiek ontwikkelde voor retrocomputers uit de jaren 80. Zijn andere youtubekanaal heet '8-Bit Keys' en bevat video's over simpele keyboards voor het maken van muziek.
Op 25 september 2020 publiceerde Murray een video waarin hij een IBM 7496 Executive Workstation uit een opslag haalde en werkend wilde krijgen. Hij veroorzaakte kortsluiting waardoor de computer onbruikbaar raakte. Ondanks dat Murray wilde tonen dat werkzaamheden ook wel eens mis kunnen gaan, leidde het tot negatieve reacties in de gemeenschap. De Geek Therapy Radio podcast omschreef de kwestie als een controverse.
In 2022 en 2023 toonde Murray hoe hij zelfvoorzienend wil zijn met betrekking tot het opwekken van elektriciteit via zonnepanelen. Deze video's zijn in totaal ruim 1,5 miljoen keer bekeken.